# José Lenar de Melo Bandeira
José Lenar de Melo Bandeira (Porto Franco, 30 de outubro de 1942 — Goiânia, 10 de maio de 2013) foi um jurista e magistrado brasileiro.

## Biografia
Era filho de Amélia de Melo Bandeira e Heráclito da Motta Bandeira. Residente em Goiânia desde 1962. Formou-se em direito pela Universidade Federal de Goiás em 1972. Foi aprovado em concurso para delegado de polícia em 1973 e para promotor de justiça em 1975. 
Permaneceu no Ministério Público Estadual de Goiás (MPE-GO), como procurador de justiça até 23 de junho de 1997, quando assumiu vaga de desembargador no Tribunal de Justiça de Goiás. Foi presidente do Tribunal de Justiça do Estado de Goiás de 1 de fevereiro de 2005 até 1 de fevereiro de 2007. 
Foi professor de direito processual civil na Faculdade de Direito da Pontifícia Universidade Católica de Goiás. Em junho de 2007 recebeu o título de cidadão goiano. 
Faleceu em Goiânia, no dia 10 de maio de 2013, tendo se aposentado do judiciário em outubro do ano anterior.